# Tcherdyne

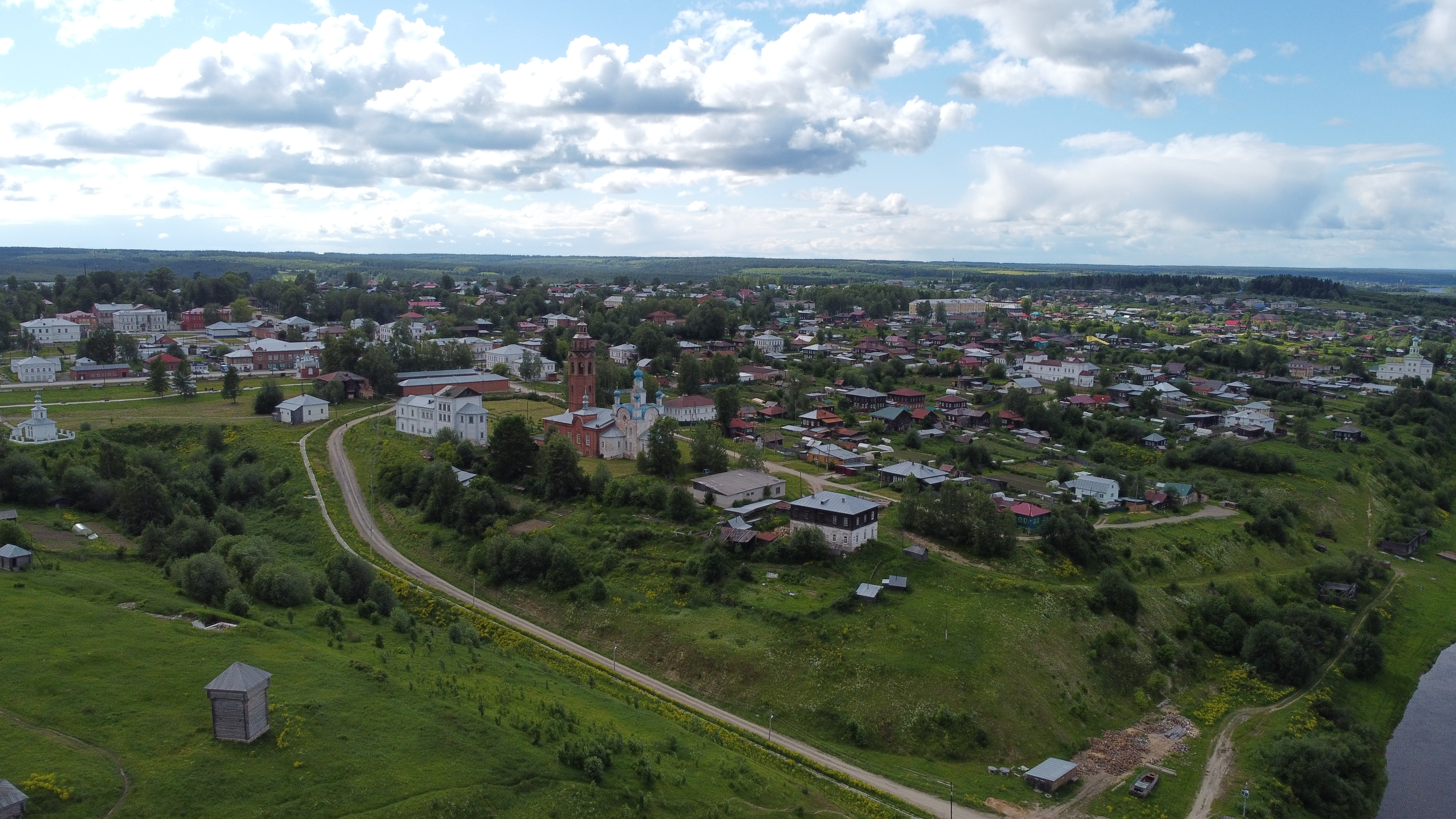

Tcherdyne (en russe : Чердынь) est une ville du kraï de Perm, en Russie. Sa population s'élevait à 4 673 habitants en 2013.

## Géographie
Tcherdyne est située sur la rivière Kolva, à 267 km au nord de Perm.

### Climat
| Mois                              | jan.  | fév.  | mars | avril | mai  | juin | jui. | août | sep. | oct. | nov. | déc.  | année |
| --------------------------------- | ----- | ----- | ---- | ----- | ---- | ---- | ---- | ---- | ---- | ---- | ---- | ----- | ----- |
| Température minimale moyenne (°C) | −18,3 | −16,5 | −9,3 | −2,1  | 4,3  | 10,8 | 13,3 | 10,2 | 5,3  | −0,9 | −9,9 | −15,7 | −2,4  |
| Température moyenne (°C)          | −15,1 | −13,2 | −5,5 | 2,1   | 9,3  | 15,8 | 18,2 | 14,4 | 8,6  | 1,4  | −7,5 | −12,8 | 1,3   |
| Température maximale moyenne (°C) | −11,9 | −9,9  | −1,7 | 6,3   | 14,4 | 20,9 | 23   | 18,5 | 12   | 3,7  | −5,1 | −9,8  | 5     |
| Précipitations (mm)               | 60,6  | 37,9  | 41,2 | 48,1  | 54,5 | 75,7 | 85,9 | 77,2 | 72,8 | 76,9 | 74,7 | 68,4  | 773,9 |

## Histoire
Tcherdyne a été fondée en 1451 et fut jusqu'au XVIe siècle, la capitale du Velikaïa Perm (« Grand Perm »). Le toponyme est un mot komi signifiant « embouchure d'un fleuve ».
La ville passa sous la souveraineté du grand-duché de Moscou en 1472 et reçut le statut de ville en 1535. Elle était le point de départ de la route de Tcherdyne (en russe : Чердынская дорога, Tcherdynskaïa doroga) jusqu'à l'ouverture d'un itinéraire plus méridional passant par Babinov, en 1598, et reliant l'Oural à la Sibérie occidentale. La ville perdit ensuite de son importance au profit de Solikamsk, mais resta jusqu'au XIXe siècle un point important de transbordement pour les céréales, le poisson et les fourrures.
Tcherdyne est également connue pour avoir été le lieu d'exil du poète Ossip Mandelstam, en 1934.

## Population
Recensements (*) ou estimations de la population
| 1814  | 1860  | 1897* | 1926* | 1959* | 1970* |
| ----- | ----- | ----- | ----- | ----- | ----- |
| 2 793 | 3 425 | 3 658 | 3 941 | 7 524 | 6 972 |

| 1979* | 1989* | 2002* | 2010* | 2012  | 2013  |
| ----- | ----- | ----- | ----- | ----- | ----- |
| 6 617 | 6 535 | 5 756 | 4 920 | 4 756 | 4 673 |